# Rifengozd
Rifengozd este o localitate din comuna Laško, Slovenia, cu o populație de 166 de locuitori.